# سانتوس لیمیتد
سانتوس لیمیتد (انگلیسی: Santos Limited) شرکت نفت و گاز استرالیایی است، که در سال ۱۹۵۴ تأسیس شد.